# 傷心小棧
红心大战（英語：Hearts），一项四人扑克牌游戏，目标是在游戏中拿到最少的分数。

## 玩法

### 起始
要玩傷心小棧，需要：
- 四名玩家
- 一副撲克牌
- 紙筆（記錄分數）

在不同數量的玩家有不同的玩法，請參看「變化」部分。

### 牌面
玩傷心小棧是需要一副52張的撲克牌，這與橋牌的版面相同，牌面大小由大至小的順序為A、K、Q、J、10、9、8、7、6、5、4、3和2。並且沒有皇牌。（皇牌又稱小丑、鬼牌、Joker）

### 目標
傷心小棧的主要要點就是避免取得分數；當一位玩家的分數到了指定的點數（通常是100分），遊戲便會結束。而得到最少分數的玩家便會成為該次遊戲的優勝者。

### 概要
傷心小棧是依照回合進行的，每一局都會發牌，與玩家交換卡牌，捨牌，以及計分四部分。遊戲會持續地進行，直到遊戲完結為止。

### 發牌
在捨牌時沒有特別的效果，多數發牌者會按次按左移動。

### 交換卡牌
在多數回合裡，每一名玩家會與其他三名玩家交換卡牌，並由其他玩家中取得三張牌。玩家在取得交換卡牌前必須先將卡牌交予另一位玩家。
每一局都會按照這個順序來交換卡牌：
- 第［4的倍數+1］局：傳左
- 第［4的倍數+2］局：傳右
- 第［4的倍數+3］局：對傳
- 第［4的倍數局］：保留所有牌；不交換任何牌

### 捨牌
所有的紅心牌和Q♠都是有分的卡牌。
首輪：首先由有2♣的玩家開始首輪捨牌，規定一定要出2♣，其他玩家選牌丟出有相同花色的牌，若是沒有，則可以出其他花牌，惟獨不能出有計分的牌（紅心牌和Q♠）。
除了與首位出牌者不同花色的玩家之外，由點數大者贏得此次的捨牌。
第二輪之後：玩家按順時針方向序丟出相同花色的牌，若是沒有，則可以出其他花牌，亦可以出有計分的牌。首次丟出紅心牌稱作心碎，下一輪之後出牌者皆可以出紅心牌。
由上一輪贏者出牌，除了紅心牌其他花色皆可出，除非手中沒有第一位出牌者的花色，方可出牌。或是上幾輪中心碎（見上解釋），方可出紅心牌。
若所有其他玩家沒有相同花色的牌，不論點數，上一輪贏者將繼續贏得此次的捨牌。

### 計分

#### 标准规则
在每一回合完結時，有分數的牌會合計起來，每一張紅心牌有1分，而Q♠有13分，在一個回合中，總共有26分。但是如果其中一名玩家全取所有的紅心牌以及Q♠的話，那就會成為「全收」或「射月」，這位玩家無需增加任何的分數，而另外三位便要加上26分；又或者直接減去該名玩家26分，將遊玩的時間加長。
最後，當任何一位玩家的分數超過了一個指定的分數（通常為100分），遊戲便算結束了，得分最低的一位取胜。

#### 方块J规则
在标准计分规则的基础上，增加一种分牌♦J，分值为负10分，即赢得♦J的玩家会倒扣10分。

#### Spot Hearts
在标准计分规则的基础上，将♠Q的分值上调为25分，♥J，♥Q，♥K和♥A的分值分别调整为11分、12分、13分和14分，其他红心牌的分值调整为其相应点数（即♥2为2分，♥3为3分，♥4为4分......）。“全收”分数上升至129分，总分数上限由通常的100分上升为500分。